# ZX8301
O ZX8301 foi um circuito integrado (ULA) projetado para o microcomputador Sinclair QL. Também conhecido como "Master Chip", era responsável pela geração do sinal de vídeo, clock do sistema em 7,5 MHz (através da divisão por dois de um cristal de 15 MHz), decodificador do registrador de endereços ZX8302, atualização da DRAM e controlador de barramento. O ZX8301 era o CI 22 na placa-mãe do QL.